# Késő bánat!
A Késő bánat! (Welcome to Kanagawa) a Született feleségek (Desperate Housewives) című amerikai filmsorozat hetvenkilencedik epizódja. Az Amerikai Egyesült Államokban először az ABC (American Broadcasting Company) adó sugározta 2008. január 6-án.

## Mellékszereplők
- Mike Farrell - Milton Lang
- Kathryn Joosten - Karen McCluskey
- Nathan Fillion - Adam Mayfair
- Tuc Watkins - Bob Hunter
- Kevin Rahm - Lee McDermott
- J.C. Mackenzie - Walter Bierlich
- Sylva Kelegian - Diane Kaminsky
- Tony Curtis Blondell - Tűzoltó
- Sergio Enrique - Rendőr
- Tom Titone - Orvos
- Dianna Leanne Wilson - Házvezetőnő

## Mary Alice epizódzáró monológja
- A narrátor, Mary Alice monológja az epizód végén így hangzik (a magyar változat alapján):

"Hét nap telt el azóta, hogy egy tornádó végigsöpört a Lila Akác közön és a lakók azóta is életük széthullott darabjait szedegették. Néhányan értékes barátságokat mentettek meg, mások színes históriákat tártak fel, megint mások nem várt kihívással kerültek szembe. És végül volt egy fiatal lány, aki rábukkant egy oly régóta keresett igazságra - csak azért, hogy azt kívánja, bár ne tette volna."

## Érdekességek
- Ezt a részt először 2008. január 6-án sugározták Amerikában, több mint egy hónappal az előző rész, a Valami közeleg vetítése (2007. december 2.) után. Ezután egy több mint három hónapos szünet következett az írók sztrájkja miatt - ez az epizód volt az utolsó, amit a sztrájk előtt írtak -, és így az évad következő részét, Az Úr napját 2008. április 13-án sugározták le először.
- Az epizódban Mrs. Karen McCluskey (Kathryn Joosten) elhalálozott barátnőjétől, Ida Greenbergtől búcsúzva elszavalja Mary Elizabeth Frye Ne jöjj el sírva síromig című versének egy rövidebb változatát:

| „ | Ne jöjj el sírva síromig Nem fekszem itt, nem alszom itt Ezer fúvó szélben lakom Gyémánt vagyok fénylő havon. Érő kalászon nyári napfény, Szelíd esőcske őszi estén. Síromnál sírva meg ne állj; Nem vagyok ott, Nincs is halál. | ” |
|   | |   |

## Epizódcímek szerte a világban
- Angol: Welcome to Kanagawa (Üdvözlünk Kanagawában)
- Spanyol: Bienvenidos a Kanagawa (Üdvözlünk Kanagawában)
- Olasz: Benvenuti a Kanagawa (Üdvözlünk Kanagawában)
- Lengyel: Witamy w Kanagawa (Üdvözlünk Kanagawában)
- Német: Nach der Katastrophe (A katasztrófa után)
- Francia kanadai: La grande catastrophe (A hatalmas katasztrófa)

## Fordítás
Ez a szócikk részben vagy egészben  a   Welcome to Kanagawa című angol Wikipédia-szócikk fordításán alapul.  Az eredeti cikk szerkesztőit annak laptörténete sorolja fel. Ez a jelzés csupán a megfogalmazás eredetét és a szerzői jogokat jelzi, nem szolgál a cikkben szereplő információk forrásmegjelöléseként.